# كيه تشاو
كيه تشاو (بالصينية: 柯召) هو رياضياتي صيني، ولد في 12 أبريل 1910 في نلينغ في الصين، وتوفي في 8 نوفمبر 2002.